# Piccolo Teatro (Rufina)
Il Piccolo Teatro è un teatro di Rufina.
La diffusa pratica di allestimenti in teatrini, per lo più religiosi, improvvisati per opera di un gruppo di filodrammatici di Rufina, portò negli anni venti alla realizzazione di un'arena. Il nuovo spazio teatrale veniva inaugurato nel luglio del 1922 con La cena delle beffe di Sem Benelli. Ma è solo nel 1928 che la Filodrammatica riuscì a realizzare un teatro stabile nell'edificio affacciato su Piazza Umberto.
Dopo essere diventato Cinema Teatro del Dopolavoro, dal 1940 continuò la sua attività esclusivamente come cinematografo.
Dopo le complicate questioni circa la gerenza dell'immobile seguite all'ultimo conflitto mondiale, il teatrino, ritornato in gestione dei filodrammatici rufinesi, è stato interessato a lavori consistenti di ristrutturazione nel 1976-77 e infine a lavori di restauro e adeguamento alle normative di sicurezza realizzati nel 1989 su progetto dell'architetto Enzo Cancellieri.
Il teatro continua anche oggi ad avere una programmazione incentrata sul teatro amatoriale e per ragazzi.